# Fanø Boldklub
Fanø Boldklub er en dansk amatørfodboldklub, der hører hjemme i Nordby på Fanø. Klubbens hold spiller på banerne ved siden af Fanø Skole, hvor også klubhuset ligger.
Klubben har hold børne- og ungdomsårgangene fra U4/6 til U15, et veteranhold og et kvindeseniorhold, mens herreseniorholdet i øjeblikket spiller i serie 4.
Nordens største 5-mands fodboldturnering, Fanø Sommercup, bliver afholdt årligt i juli til støtte for ungdomsholdene i Fanø Boldklub.

## Historie
Fanø Boldklub blev stiftet 11. juni 1899. Klubbens første formand var lodsformand Iversen.
Fanø Boldklub (FB) er blandt de ældste af JBUs mindre klubber, og i årenes løb har klubben flere gange stillet med stærke hold i unionen. I 1940'erne havde man stor succes, men holdet blev under krigen generet af problemer relateret til besættelsen. Dels blev det i en periode ikke tilladt for folk uden for øen at komme dertil, hvilket betød, at FB måtte spille alle kampe på udebane. Dels eksproprierede besættelsesmagten efterhånden så store arealer på øen, at det stort set ikke var til at have en fodboldbane. Først efter krigen og efter stort pres på sognerådet lykkedes det at få en bane igen, så forholdene fra 1946-47 igen var normaliserede.
I efterkrigsårene havde klubben en af sine bedste perioder, hvor der blev spillet i A-rækken. Et år nåede FB til finalen om Jyllandsmesterskabet, hvor Jysk Akademisk Idrætsforening fra Aarhus dog vandt med 2-0 i Fredericia. Året efter blev FB igen kredsvinder, men tabte oprykningskampen til mellemrækken.